# Schloen
Schloen – część gminy (Ortsteil) Schloen-Dratow w Niemczech, w kraju związkowym Meklemburgia-Pomorze Przednie, w powiecie Mecklenburgische Seenplatte, w Związku Gmin Seenlandschaft Waren. Do 25 maja 2019 samodzielna gmina.